# Bateau viking
« Drakkar » redirige ici. Pour les autres significations, voir Drakkar (homonymie).

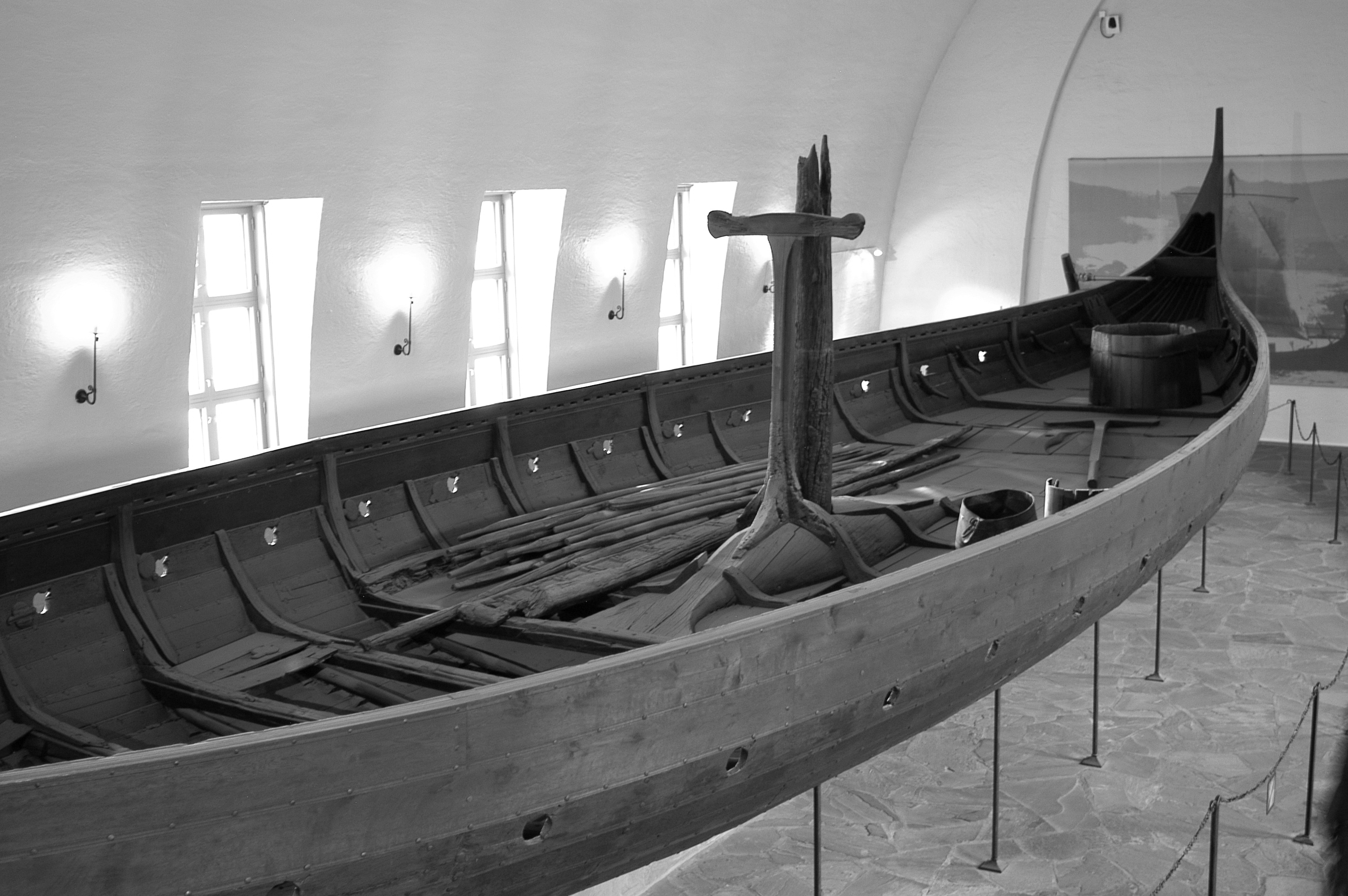
Navire de Gokstad au Musée des navires vikings d'Oslo.

Le bateau viking, aussi appelé drakkar dans le langage courant, est une catégorie de navire d'origine scandinave d'aspect et de tailles variés, utilisé pour la conquête ou pour le commerce. Sa technique de construction s'est développée au Moyen Âge durant l'âge des Vikings sur la base de traditions plus anciennes, dans le but de partir en guerre ou de transporter des personnes ou des marchandises.
Cette catégorie comprend divers types de bateaux, comme le skeid (vieux norrois skeið), le snekkja, le byrding (vieux norrois byrðingr), le knarr (vieux norrois knörr) ou le karv (vieux norrois karfi).

## Terminologie

### Le nom dedrakkar
Ce nom, sous lequel sont communément connus les navires vikings en français, est un terme récent apparu en 1840 dans Archéologie navale, tome I, d'Augustin Jal. Il en est en fait l'inventeur sous la forme drakar qui est un emprunt au pluriel du mot suédois moderne drake dans le sens de « dragons » (issu de l'ancien scandinave dreki, pluriel drekar),. Drakar est donc un pluriel, alors qu'il devrait figurer au singulier ; enfin un k supplémentaire a été ajouté par la suite à drakar de manière arbitraire. Comme l’a dit Régis Boyer, dire « il partit sur son drakkar » revient à dire « il partit sur son chevvaux » (au pluriel avec deux v). L'historien François Neveux précise à ce propos que « dans l'espace viking, [le terme de dreki] sert d'abord à désigner les figures sculptées à la proue et à la poupe des navires, qui représentaient souvent des dragons ». Cet animal fabuleux était destiné à effrayer les esprits tutélaires ou landvættir (genius loci en latin) afin de faciliter les opérations, commerciales ou prédatrices qui allaient se dérouler. Cette figure était donc amovible et on l’ôtait lorsque l’on revenait chez soi ou que l’on abordait en pays ami. Ensuite, le mot s'applique par métonymie au bateau de guerre lui-même, au sens le plus prestigieux du terme.
Néanmoins, malgré son origine artificielle, le terme drakkar est entré dans le langage courant et est très utilisé dans les publications non spécialisées, il figure également dans les dictionnaires français les plus répandus. On le retrouve ainsi dans le Larousse ou encore dans le dictionnaire d'usage plus scientifique du CNRTL.
Drakkar est ainsi un terme par nature imprécis, puisque d'usage non scientifique, on peut néanmoins souligner qu'il désigne dans la majeure partie des cas les langskip (voir plus bas) pourvus de dreki à leurs extrémités. Il s'agit en effet du type de navires le plus connu, celui qui servait aux pillages et qui a été très largement diffusé par l'imagerie populaire (gravures et peintures au XIXe siècle, puis films et jeux vidéo par la suite), jusqu'à devenir une des composantes majeures de l'image populaire du viking. Du fait de ce fort impact de l'imagerie populaire, les autres types tels que les kaupskip (voir plus bas) seront rarement identifiés comme des drakkar, ces types de navires étant moins connus et ne correspondant pas à l'image stéréotypée du viking.

### Noms anciens en langue d'oïl

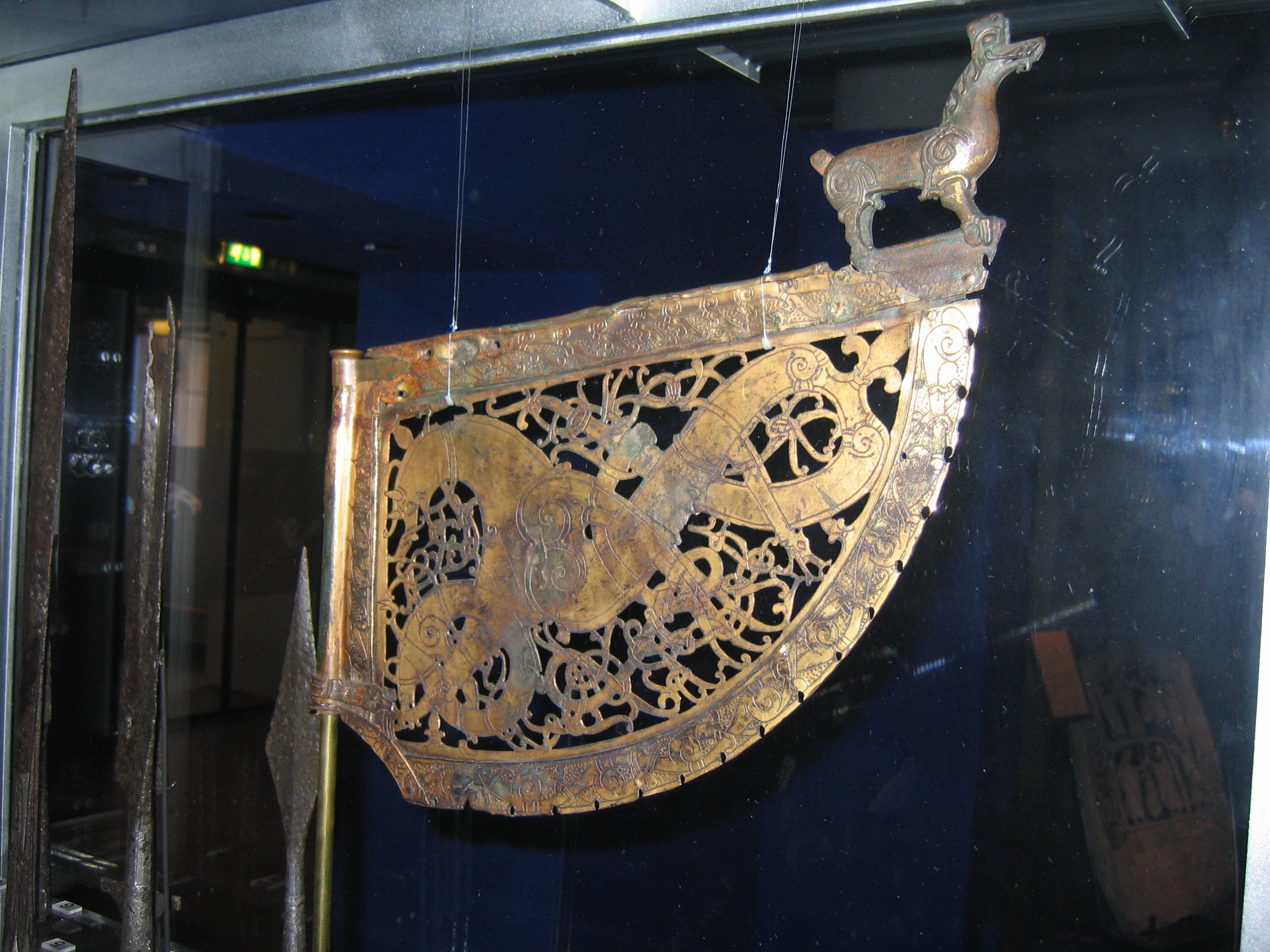
Flaug en haut du mât et veðrviti sur la proue sont à l'origine de notre girouette actuelle.

Le bateau viking est désigné dans les textes français (notamment normands) du Moyen Âge par différents termes issus du vieux scandinave qui reflètent plus ou moins parfaitement des types de bateaux vikings encore en usage à cette époque. Ils ne recouvrent pas obligatoirement, par évolution sémantique, le sens que ces étymons scandinaves avaient dans leur langue d'origine.
Il s'agit tout d'abord des navires que les Scandinaves classent dans la catégorie langskip (anglais longship (en)) « bateau long » ou herskip « bateau de guerre » :
- le skeid (vieux norrois skeið) « grand navire de guerre » a donné l’eschei (pluriel escheiz, eschiez), variantes esc(h)oi (pluriel esc(h)oiz) qui est le grand navire de guerre de type scandinave, puis le grand navire de guerre des Sarrasins. Le terme disparaît à la fin du Moyen Âge vraisemblablement à cause de l'évolution des techniques navales. La Mora, bateau de Guillaume le Conquérant, ainsi que d'autres navires de sa flotte sont considérés par les auteurs comme des escheiz[8] ;
- le ou la snekkja « navire de guerre » qui a donné l’esneque, variantes esnecke, ene(s)ke, eneque, esnege, etc. Il s'agit du navire de guerre qui peut transporter des chevaux, plus petit que le précédent. Le mot est encore utilisé par Philippe Mouskes au XIIIe siècle sous les formes esnèkes / esnèques. Le terme se perpétue encore dans les différentes langues scandinaves modernes, sous des formes évoluées phonétiquement et sémantiquement : islandais snekkja « vaisseau, navire rapide » ; norvégien snekke « navire de 16 à 24 pieds » ; danois snekke « vaisseau » et improprement en français sous la forme snekkar. Le terme subsiste dans la toponymie des pays nordiques, des îles du nord de l'Écosse et de la Normandie, désignant des rochers évoquant ces bateaux ou sur lesquels ils ont fait naufrage : le Guesnèque (Manche, Baie d'Écalgrain), la Longuesnèque (Manche, Havre de Goury), la Sénèque d'Amont (Manche, pointe d'Auderville)[9]. Les bateaux de la période anglo-normande sont généralement qualifiés d’esneques par les écrivains de l'époque, comme ceux de la flotte de Richard Cœur de Lion. De manière paradoxale, la Blanche-Nef fait partie des navires désignés comme esnèque, alors que nef désigne normalement un autre type de bateau, à moins qu'il ne s'agisse d'un terme plus générique (comme bateau actuellement).

Ensuite, on trouve également des navires de charge classés dans la catégorie kaupskip « bateau marchand » ou byrðingr « navire de charge » :
- le knarr (vieux norrois knörr, génitif knarrar) « bateau », puis « navire de charge » qui a donné le kenar (pluriel kenarz), variantes canar(d), kanarz (pluriel), voire kandart. Le terme désigne certes le navire de charge proprement dit, mais il peut désigner aussi bien toute sorte de bateaux, incluant ce que l'on appelle aujourd'hui un drakkar. Il se perpétue aujourd'hui dans l'islandais knör « bateau » et le féroïen knørrur, même sens[10].

Mis à part ces navires importants, on trouve des embarcations dont la morphologie est peut-être aussi influencée par la tradition scandinave. Tel est le cas de l’écaude, petit monoxyle assemblé, puis petit bateau à fond plat propulsé à la perche. Il était utilisé sur les marais de la Dives et de la Risle en Normandie. En tout cas, le mot désignant le navire écaude est issu de l'ancien scandinave skálda « gaule, bâton, tube, tuyau » et « type d'embarcation » (cf. vieil islandais skálda).

### Typologie scandinave des bateaux vikings
L'archéologue naval Ole Crumlin-Pedersen qui a fouillé les épaves de Skuldelev, dans le fjord de Roskilde au Danemark en 1962, a établi une typologie qui fait l'unanimité.
Pour clarifier, il existe deux familles principales de navires. Les langskip qui sont des navires de guerre et les kaupskip qui sont des navires de commerce.
Les langskip ont pour point commun d'être pontés et d'avoir un important équipage de rameurs. Ils n'ont pas de place pour le stockage des marchandises. Ils se déplacent indifféremment à la voile et/ou à l'aviron. Ce sont des transports de troupes capables de remonter les rivières. Selon leur taille, ils portent différents noms : karv, snekkja, dreki…
Les kaupskip sont des navires de commerce, ils se déplacent à la voile et disposent d'un équipage réduit. Capables de naviguer en haute mer, ils ne sont pas pontés. Leur cale est dite ouverte. Le navire de ce type découvert à Skuldelev avait une capacité de charge de 16 tonnes. Depuis, des épaves de plusieurs autres navires de commerce ont été découvertes. Selon leur taille, on les nomme byrðingr ou knörr.
Il existe également des bateaux de pêche ou caboteurs que l'on nomme ferja (même terme que l'anglais ferry)
Les navires qui rejoignaient l'Islande étaient principalement des navires de commerce conçus pour la haute mer, c'est-à-dire des knörr. Les navires trouvés dans les tombes royales sont, selon Ole Crumlin-Pedersen, des karv. Ces navires de guerre ont la particularité d'être plus larges que les navires classiques. Cela se justifie par la nécessité de pouvoir embarquer le roi, son trésor et/ou sa hird, sa garde rapprochée. Il s'agit de navires de prestige.
Les premières découvertes de navires vikings à Gokstad en 1880 et à Oseberg en 1904 ont amené les archéologues à la conclusion que les Vikings étaient des « commerçants de produits de luxe ». En effet, ces deux navires pontés qui avaient des équipages nombreux laissaient très peu de place pour embarquer des marchandises. Or, comme il était de notoriété publique que les Vikings étaient avant tout des commerçants, les archéologues sont arrivés à la conclusion qu'avec des navires aussi mal conçus, les commerçants étaient obligés d'embarquer des marchandises peu encombrantes, mais à forte valeur ajoutée pour rentabiliser leur voyage. Donc, des marchandises de luxe. Depuis les fouilles de 1962, nous avons la preuve qu'à côté des bateaux guerriers, les Vikings disposaient de bateaux de charge capables d'embarquer des cargaisons de plusieurs tonnes.
Les premières embarcations vikings furent construites dans des pièces de bois uniques taillées dans des troncs d'arbre (monoxyle) à la manière des pirogues. Les bateaux étaient réalisés à la hache, en suivant l'orientation des fibres du bois de façon à obtenir des planches courbées et solides à l'avant et à l'arrière. S'ils présentent de nombreuses similitudes (notamment méthode de construction à clins, quille allongée, voile, etc.), il existe différents types.
Les barques, bátr, de petite taille, étaient montées à clins, elles avançaient à la voile et à l'aviron, avec selon leur taille/dimensions 10 ou 12 bancs de nage de deux à quatre nageurs (terme maritime qui signifie rameur). Elles étaient encore utilisées au XIXe siècle en Norvège.
Parmi les bateaux marchands, on compte la skúta (petit navire de brasse), le eptirbátr (canot), le karv (karfi) dont le représentant le plus connu est le Gokstad, et le knörr (knarr) destiné au grand large.
Les bateaux de guerre ou herskip se divisent en snekkja à vingt bancs de nage et la skeið qui tenait le rôle de navire de ligne.

## Caractéristiques générales

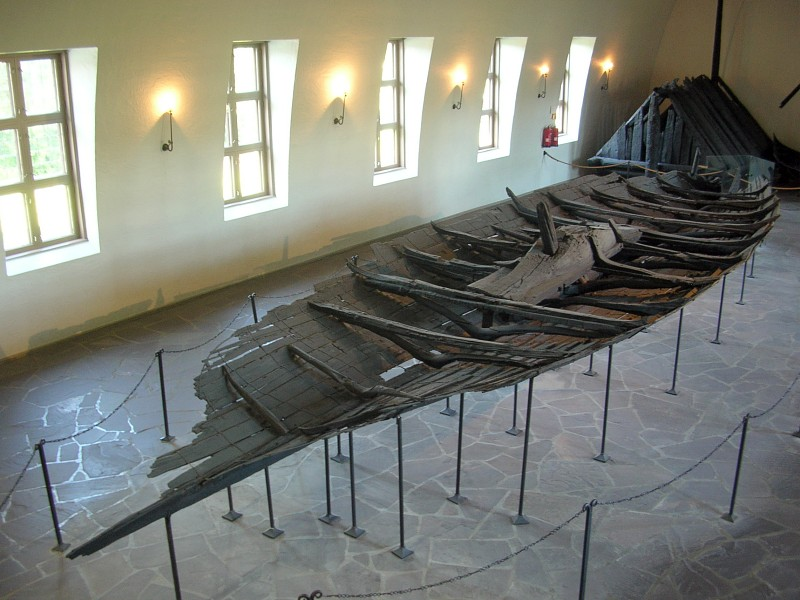
Les charpentiers vikings avaient une grande maîtrise de leur métier. Noter ici la grosse pièce de bois (mast fish) qui sert à la fois de lest à la coque et de support au mât (musée Viking d'Oslo).

Par bateau viking, il faut entendre une grande diversité de navires (cf. ci-dessus) qui se distinguent les uns des autres par leurs dimensions et leurs matériaux, en fonction du lieu de leur construction, des mers où ils naviguent et des tâches pour lesquelles ces différents modèles ont été développés.
Cependant, ils sont tous semblables sur le plan de leur conception générale :
- bordés à clins assemblés entre eux par des rivets de fer ;
- étrave d'une seule pièce de bois et sculptée ;
- quille avec une section en T ;
- mât unique équipé d'une voile carrée et d’une girouette au sommet ;
- aviron-gouvernail situé à tribord.

Les Vikings ont fabriqué leurs navires selon un principe central : l'alliance de la flexibilité à la légèreté. Cette conception du navire s'oppose à celle de l'Europe du Sud, où la rigidité de la coque rend l'embarcation plus lourde. Sur les bateaux vikings, l'excédent de poids est systématiquement éliminé.

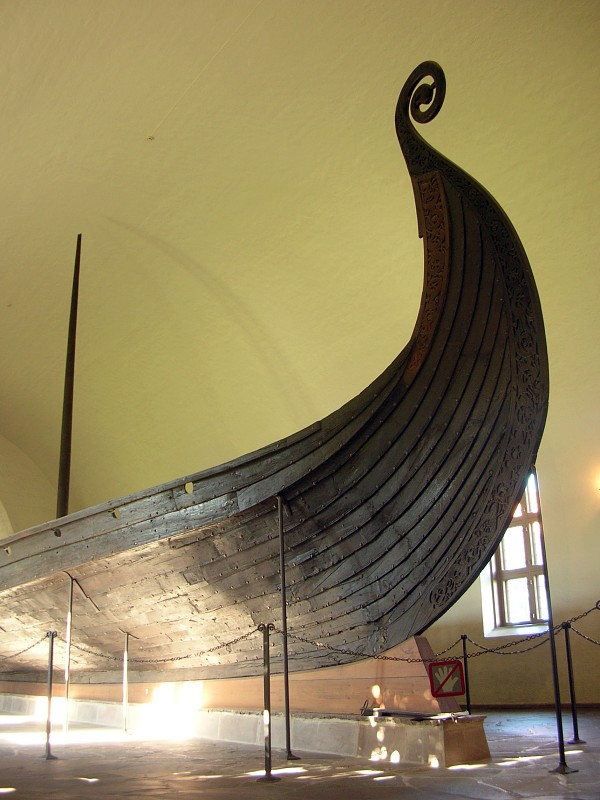
L'ornementation des bateaux était importante. La forme élevée et courbée de la proue est ici ornementée d'une frise d'entrelacs dont les motifs rappellent ceux des Celtes irlandais.

Le bateau viking est aussi quasiment symétrique entre l'avant et l'arrière qui se répondent de part et d'autre du mât, ce qui lui permet de se déplacer indifféremment en avant et en arrière de la même manière (amphidrome),.

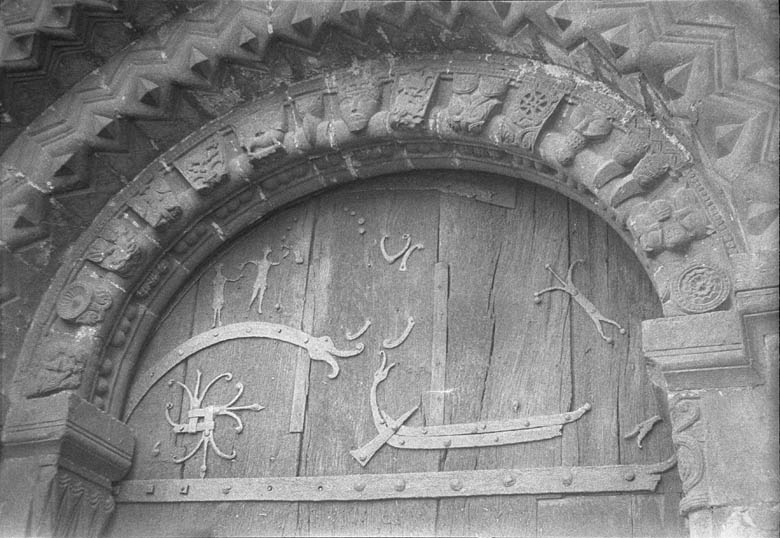
Des pentures de la porte d'église du XIe siècle de Stillingfleet en Yorkshire du Nord figurent le « long ship » des Vikings avec le gouvernail latéral fixé sur le plat-bord, et la poupe et la proue relevées, ornées de figures.

Sa quille tient en un seul tenant, ce qui requiert de très grands arbres. Le gouvernail est constitué par une sorte d'aviron court à très large pelle, fixé par des attaches de cuir à tribord arrière. Son fond plat et son faible tirant d'eau lui permettent également de naviguer par petits fonds et de s'échouer directement sur une plage lors d'un raid. La coque est constituée de planches superposées (clins) qui diminuent son enfoncement quand il était à pleine charge[réf. nécessaire]. Ce type d'assemblage assure aussi une solidité qui permet une certaine flexibilité des planches entre elles. De plus, il facilite d'éventuelles réparations, pour lesquelles les planches de bordé peuvent être changées sans difficulté majeure. Le navire possède également un grand mât facile à dresser et à abattre qui supporte une voile rectangulaire qui lui permet de remonter au vent.

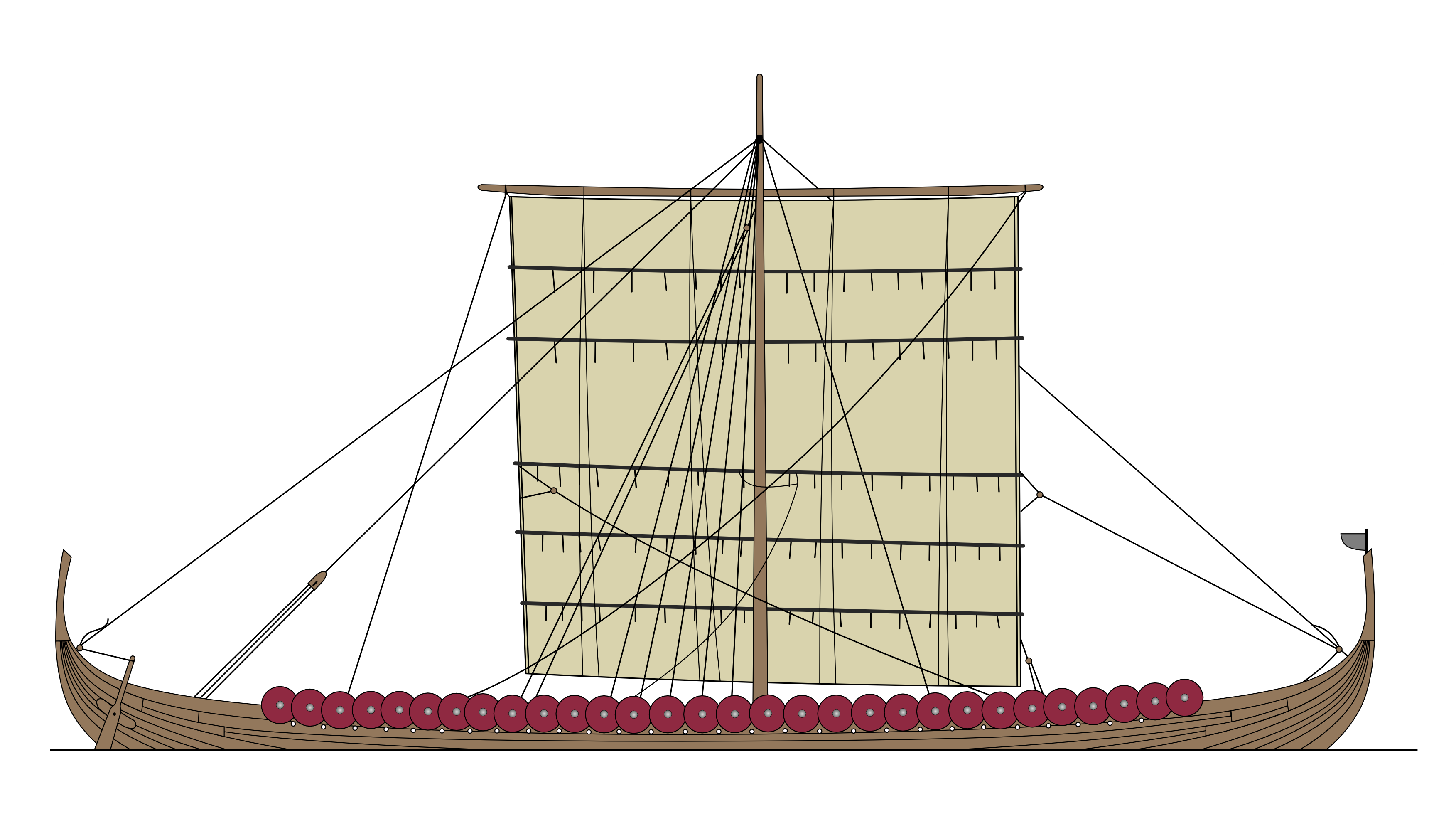
Mât, voile et gréement d'un langskip.

Les matériaux utilisés pour la construction étaient le bois de chêne, parfois le pin ou le frêne pour les bordés, ainsi que le saule pour les gournables. Pour les rivets, l'ancre et certains éléments de l'accastillage, les Vikings utilisaient le fer. Les fibres végétales et animales entraient dans la composition des différents cordages du gréement, par exemple le crin de cheval pour les écoutes ou la fibre d'écorce (tilleul) pour les haubans. En plus de ces matériaux, le goudron de pin était utilisé pour enduire la coque, et différentes bases de couleurs pouvaient servir à fabriquer des enduits pour colorer la coque ou la voile. Activité à usage domestique pratiquée modestement au IVe siècle, la prolifération des fosses à goudron (appelée en suédois tjärdal) à proximité directe des forêts dès le VIIIe siècle, constituerait la preuve d'un accroissement exponentiel de la demande de goudron par ailleurs à l'origine d'une industrie florissante. Des fours toujours plus grands ont été fabriqués entre 680 et 900, soit la période d'expansion viking.

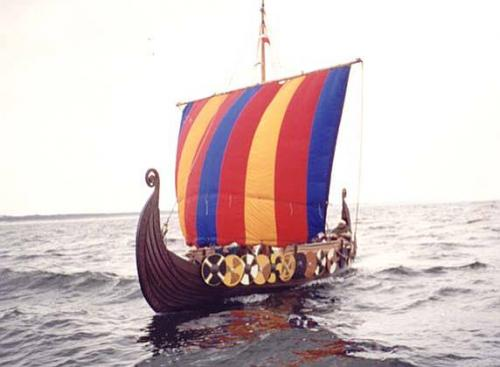
Les voiles étaient souvent multicolores.

## Histoire

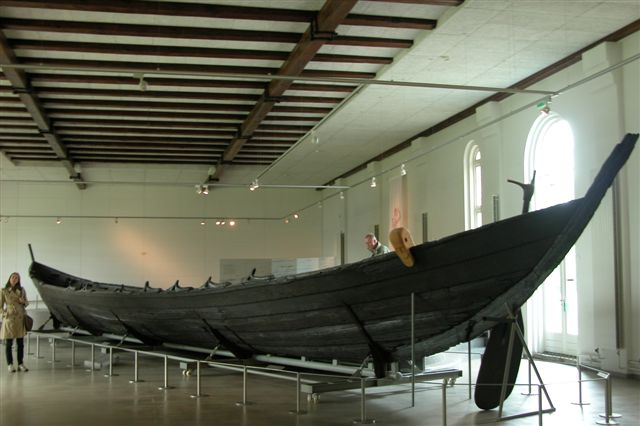
Bateau de Nydam, vers 350

Les premières embarcations scandinaves étaient des pirogues, creusées dans des troncs de pins centenaires selon la technique de l'excavation puis brûlis contrôlé. Liés à la période néolithique, ils ont bénéficié des techniques d'époque apportées aux outils primitifs en granit polis issus des champs défrichés et cultivés des basses terres du Jutland (pour le plus grand nombre d'exemplaires recueillis). Ils sont connus au Danemark à partir du VIe millénaire avant notre ère. Peu à peu, leurs bordés furent rehaussés au moyen de planches dans des encoches pratiquées sur les tranches des flancs latéraux. Le premier bateau véritablement original de ce type est représenté gravé sur des pierres à l'origine dressées (pierres proto-runique équivalent à nos menhirs) et c'est ce même type qui va être mis au jour par les fouilles de Hjortspring au Danemark. La comparaison a entraîné une polémique en raison du modèle unique retrouvé, différent de la pirogue, et qui daterait de 350 avant notre ère. (Pour une généralisation de cette technique et en tirer des conclusions sérieuses, une partie des chercheurs préfèrent attendre de mettre au jour d'autres exemplaires au lieu de généraliser à partir de cette unique pièce). Puis, vers 300-400, les navires scandinaves commencent à ressembler aux bateaux vikings que nous connaissons. À ceci près, qu'ils n'ont toujours pas de voile ni de quille, mais une sole — une ou plusieurs pièces en bois renforcées — pour constituer le fond de la coque (navire de Nydam ou d'Halsnøy).
Avec le début de l'exploitation des mines de fer en Norvège et en Suède, les populations forgent un premier élément essentiel à la conception du bateau viking : des rivets. Ceux-ci permettent l'assemblage des planches bordés à clins dès le IVe siècle. La seconde innovation est le recours à la voile dès le VIe siècle comme l'attestent les représentations sur les pierres historiées de Gotland. D'abord petite (entre 4 et 8 mètres carrés) elle est tissée en laine, plus résistante à l'humidité que le lin ou le chanvre. Les voiles ultérieures, entre 112 et 120 mètres carrés, demandent une production de laine provenant d'au moins 200 moutons. L'introduction de la voile remplace la force nécessaire des rameurs et le nombre d'hommes nécessaires à bord, ce qui libère de la place pour embarquer des marchandises. Dès le VIIIe siècle, les habitants de la côte occidentale de la Norvège ont une maîtrise de la construction navale et de la navigation inégalée en Europe.
L'amélioration technique ultérieure consistant en un agrandissement de la voile les obligera à doter leurs navires d'une quille. La quille permettait de fixer le mât et de réduire la dérive induite par la force du vent. Les Scandinaves connaissaient la voile depuis longtemps, mais il semble que des contraintes ethno-sociologiques les auraient encouragés à se déplacer à l'aviron seulement. On pense que le prestige d'un équipage nombreux primait sur la nouveauté et le progrès que pouvait représenter l'usage de la voile. La voile aurait cependant été adoptée par les commerçants et les pêcheurs, tandis que les chefs de guerre auraient privilégié l'apparat. Or, les navires découverts dans les tombes étaient des navires d'apparat. Un autre facteur : la qualité grossière des premiers tissus ajoutés à la rudesse et l'humidité du climat rendait la fiabilité des premières voilures incertaine et aléatoire. Un jeu de voile se déchirant et facilement détérioré faisait prendre plus de risques aux commerçants. Dans le cas des bateaux de guerre, la sûreté a longtemps primé sur cette nouveauté qui n'était pas jugée indispensable. Les nombreux hommes à bord fournissant une source d'énergie à disposition. De plus, pour des raisons d'ordre et d'organisation, l'occupation de l'équipage à la navigation empêchait l'oisiveté des hommes, source potentielle mais importante de conflits, allant de la simple rixe liée aux jeux de hasard ou à l'ivresse jusqu'à la mutinerie. La pratique de la rame, si elle n'était pas abusive, fournissait également un entraînement physique et une hygiène de vie empêchant la sédentarisation.
Les types de navires varient en fonction des régions et des époques. Ils demeurent très polyvalents jusqu'au Xe siècle et peuvent aisément servir de navire de marchandise comme de navire militaire.
La connaissance des bateaux des Vikings provient principalement d'illustrations épigraphiques, de runes, de la Tapisserie de Bayeux, de diverses sagas et de l'archéologie des épaves. La découverte d'un rituel est à l'origine de la plupart des connaissances actuelles sur le sujet. À la mort d'un grand chef, suivant l'usage le peuple viking enterrait le dignitaire dans son bateau, lui servant alors de sépulture, le tout formant un tumulus. La première fois que l'on a retrouvé un bateau viking parfaitement conservé, ce fut à Gokstad, près de Sandefjord. Un autre a été trouvé en 1933 à Äskekärremote.
En France, il n'a été trouvé qu'un unique exemplaire de bateau viking utilisé comme sépulture, à savoir celui de l'île de Groix découvert en 1906.

## Postérité

### En Norvège
La tradition de construction navale des Vikings s'est maintenue jusqu'à nos jours dans le nord de la Norvège. Jusqu'à la Première Guerre mondiale, des milliers de bateaux à clins de type Nordland ou Åfjord (de 11 à 17 m), non pontés et à voile carrée, pêchaient la morue dans les eaux de Lofoten. Les seules modifications par rapport à leurs ancêtres étaient l'adjonction d'une petite voile supplémentaire dans la partie supérieure du mât et le déplacement du gouvernail à la poupe, position plus protégée. Ces navires portaient souvent un nom évocateur de la grande épopée du passé ; l'un d'entre eux, par exemple, se nommait Le dernier Viking.

### En France
« La tradition du clin n'est pas l'héritage des seuls Scandinaves, mais également celui des différents peuples du nord qui les ont précédés dans l'évolution des techniques et dans leurs expéditions. » Il est fait référence notamment aux Frisons et aux Saxons qui ont devancé les Vikings de plusieurs siècles. En effet, le bateau de Sutton Hoo découvert dans le Suffolk en Angleterre datait d'environ 625 apr. J.-C., bien avant l'âge viking, et était une barque bordée à clins de près de 27 m de long et qui était propulsée par quarante rameurs. A contrario, la tradition du clin n'est pas la seule innovation et caractéristique propre au bateau viking (cf. ci-dessus).
Ainsi, selon François Renault, les « caïques » d'Yport et d'Étretat, restés en activité jusque dans les années soixante, pourraient bien être les dernières et les plus authentiques représentantes de la tradition scandinave en France, car la quille est taillée comme celle des esnèques, c'est-à-dire légèrement concave, et facilite donc les échouages et les manœuvres de hissage. Ce sont aussi les seules embarcations qui présentent un profil d'étrave aussi arrondi sur nos côtes. Cependant, la forme de ces coques ne permet pas d'établir une filiation directe avec les coques scandinaves.
Par contre, le picoteux de Normandie (région d'Isigny, des marais de Carentan, de Sallenelles, de l'Orne et des marais de Troarn) se rattache à la tradition frisonne et saxonne. Il était encore fabriqué à Courseulles-sur-Mer vers 1954 - 1960. Ces embarcations sont proches des barques de la mer Baltique, des kuboots néerlandais, etc.
Dans le Boulonnais, au nord de la France, jusqu'à la fin du XXe siècle, les pêcheurs professionnels ont continué à utiliser le flobart, dont la coque est aussi constituée de planches à clins superposées. Le Boulonnais étant par ailleurs connu pour avoir été colonisé par les Saxons, il est probable que ce soit eux qui y aient introduit cette technique.

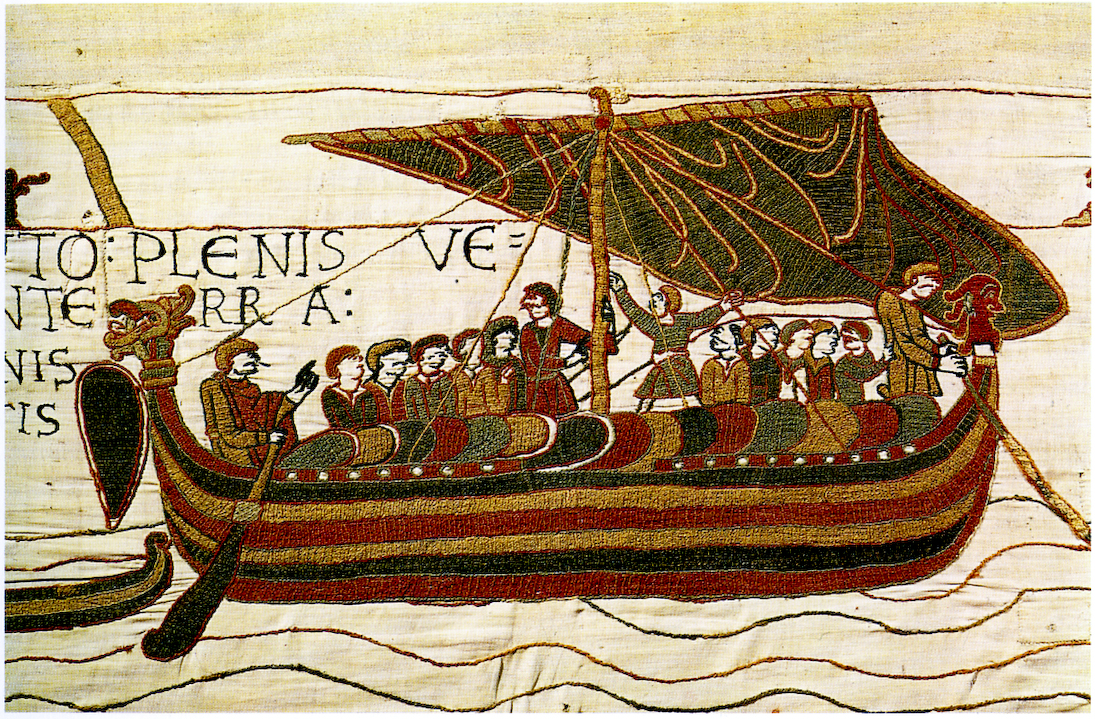
Bateau du XIe siècle, Tapisserie de Bayeux[22].
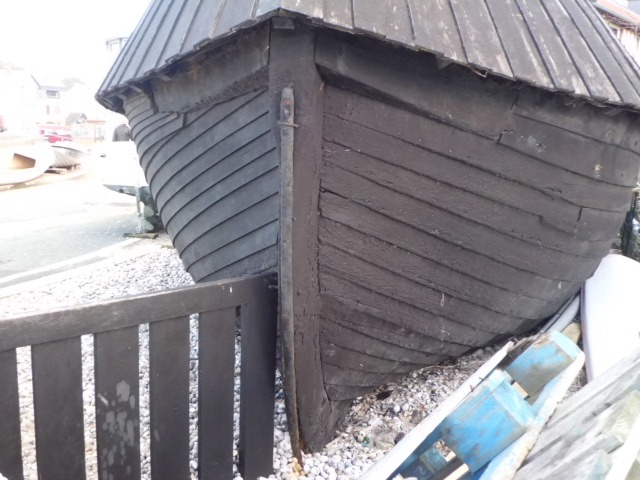
Étrave d'une caïque traditionnelle d'Étretat.
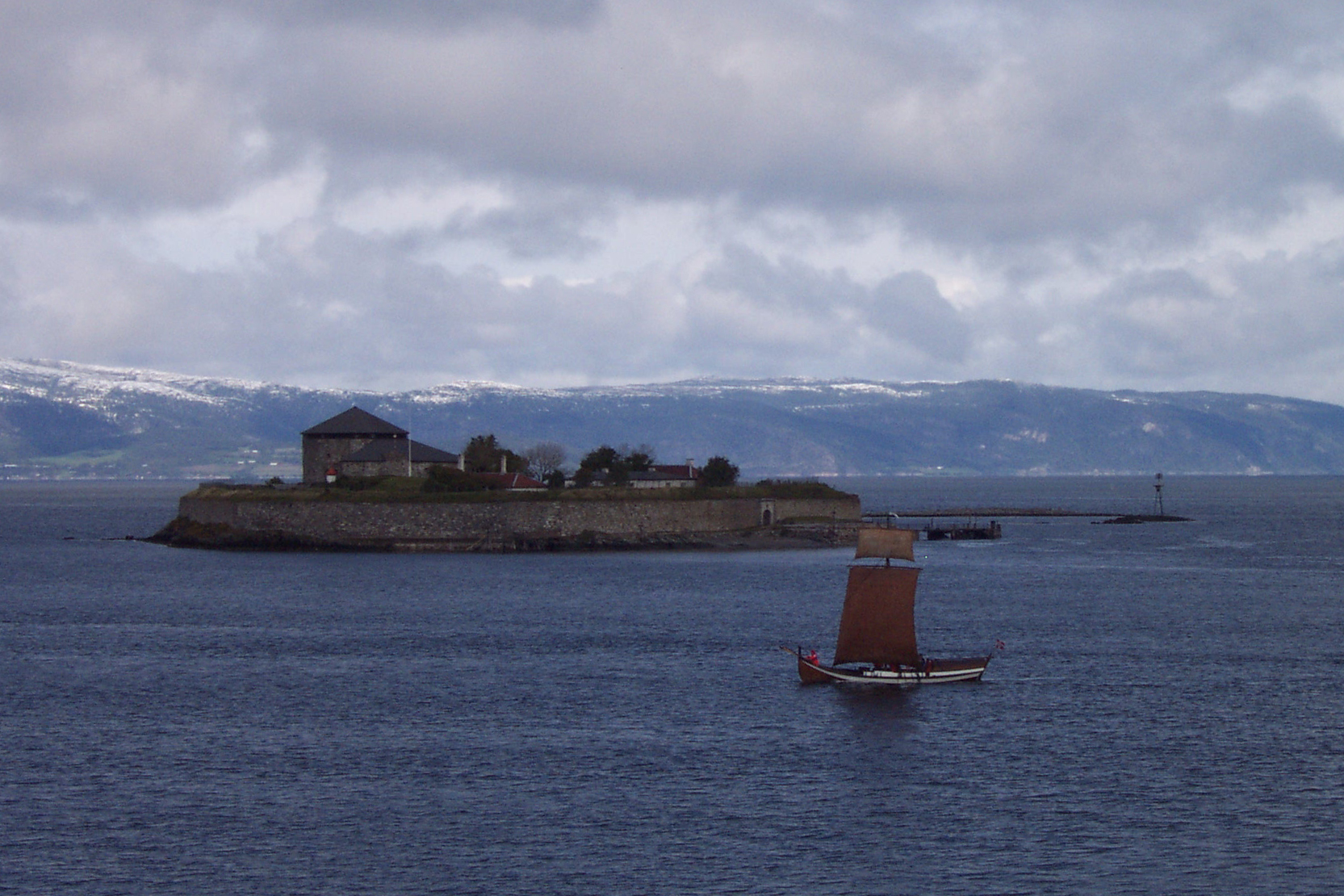
Un bateau viking sous voile en Norvège.
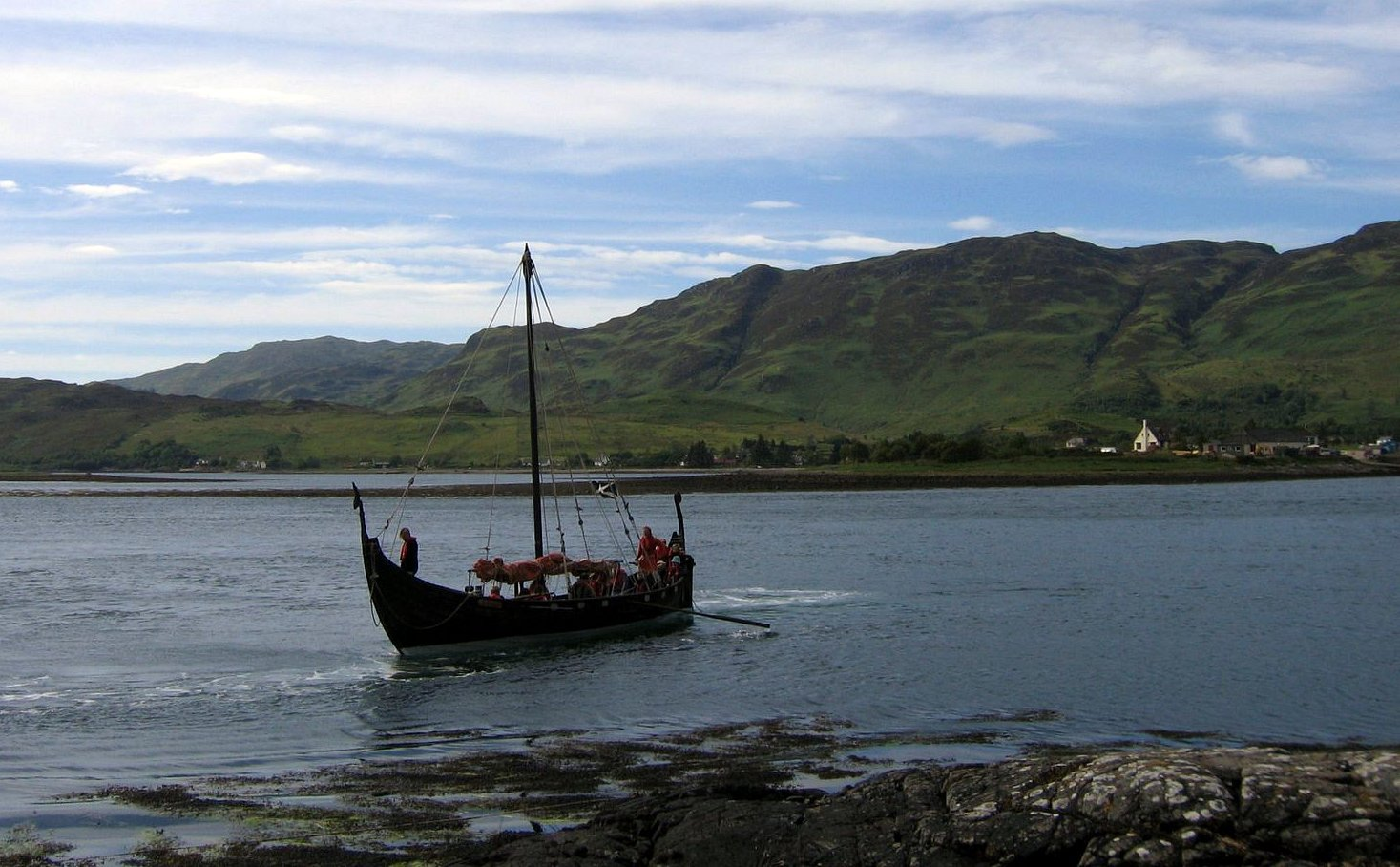
Snekkja sur le Loch Duich en Écosse.
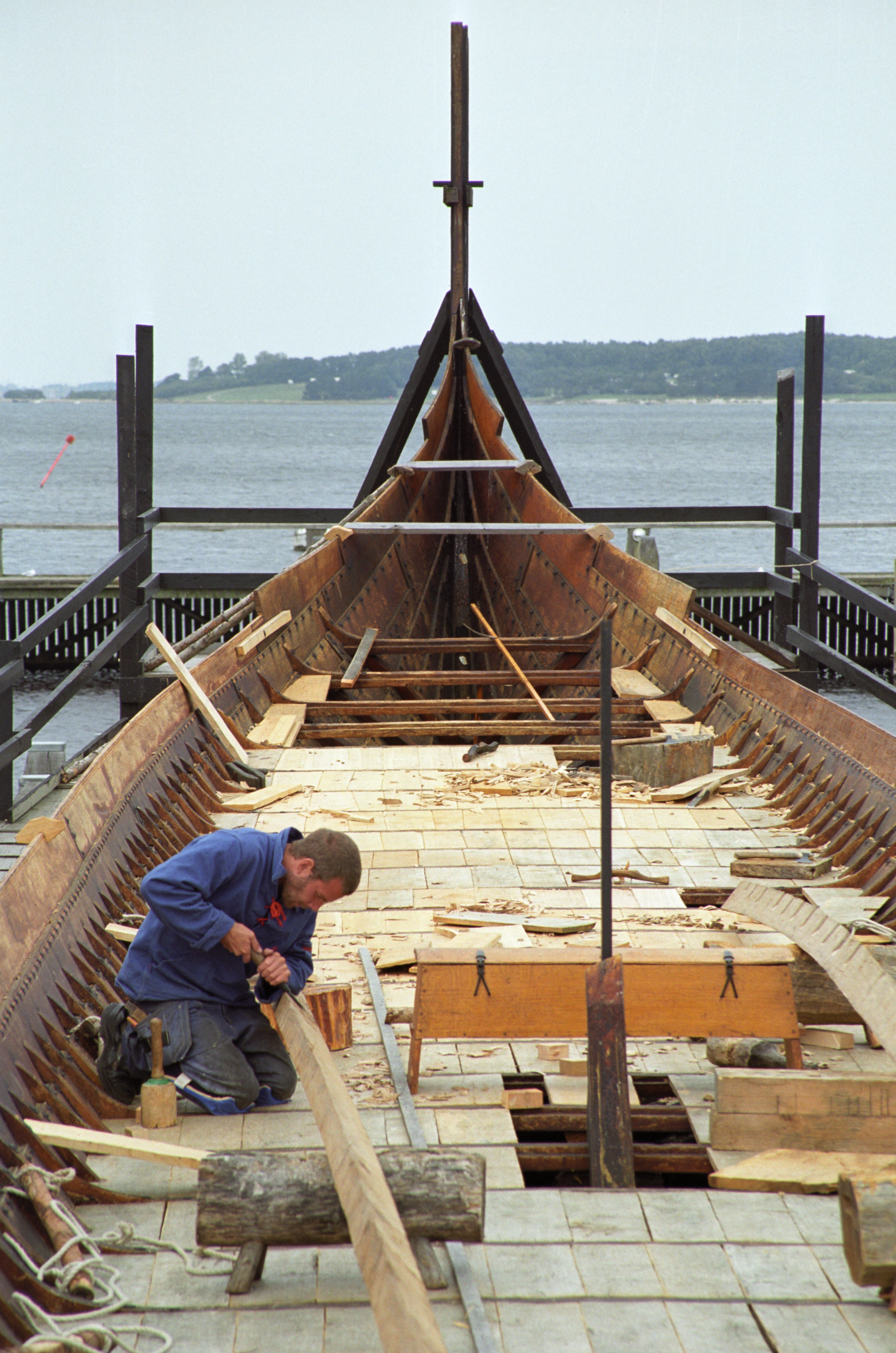
Construction à Roskilde d'un bateau viking avec les instruments d'époque.
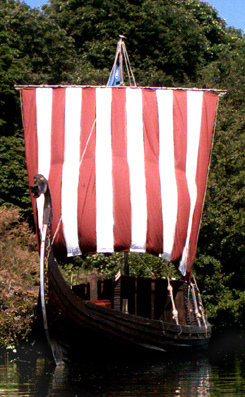
Gungnir, voilier viking de 18 m construit en 2001 inspiré du Bateau de Gokstad. Mouillé à Nemours.
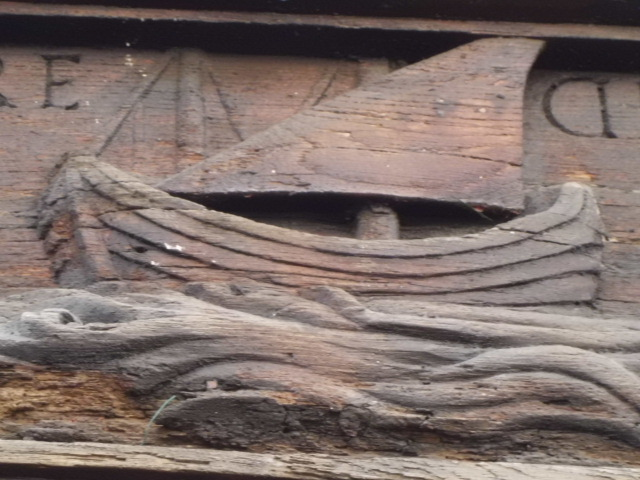
Sculpture de navire à clin XVIe – XVIIe siècle (Rouen).